# Paratrophurus
Genre
Paratrophurus est un genre de nématodes tylenchidés, dont une dizaine d'espèces ont été décrites. Ces nématodes sont des parasites de plantes et ont été isolés sur diverses espèces de plantes cultivées (blé, riz, orge, canne à sucre, betterave, etc. ) ou non cultivées. Ils se rencontrent dans des régions variés des différents continents (bassin méditerranéen, Afrique du Sud, Quuensland, Texas, Inde, Japon, etc.).  L'espèce-type est Paratrophurus loofi.
Le genre Paratrophurus est proche du genre  Tylenchorhynchus Cobb, 1913,  dont il ne diffère que par la cuticule terminale anormalement épaissie de la queue. Les deux genres ont une vue de face similaire, avec un disque labial et des secteurs labiaux fusionnés en une structure quadrangulaire et le premier anneau labial non indenté.

## Liste d'espèces
Selon BioLib (7 novembre 2019) :
- Paratrophurus bursifer (Loof, 1960)
- Paratrophurus hungaricus Andrássy, 1973
- Paratrophurus loofi Arias, 1970

Selon NCBI (7 novembre 2019) :
- Paratrophurus bhutanensis (Ganguly, Lal & Proctor, 2004)
- Paratrophurus bursifer (Loof, 1960)
- Paratrophurus loofi Arias, 1970
- Paratrophurus striatus Castillo, Siddiqi & Gomez-Barcina, 1989